# Sumit Nagal
Sumit Nagal (Jhajjar, 16 agosto 1997) è un tennista indiano.
Tra i professionisti si è distinto in singolare, ha giocato diversi tornei del circuito maggiore e non ha mai superato i quarti di finale. Nelle prove del Grande Slam non è mai andato oltre il secondo turno. Ha vinto diversi tornei nei circuiti minori e il suo miglior ranking ATP è il 68º posto del luglio 2024.
Ha vinto il Torneo di Wimbledon doppio ragazzi nel 2015 in coppia con Lý Hoàng Nam. Dal 2016 gioca nella squadra indiana di Coppa Davis.

## Carriera

### Tra gli juniores
Nel 2015 vince il torneo di Wimbledon doppio ragazzi insieme al vietnamita Lý Hoàng Nam, battendo in finale la coppia Reilly Opelka / Akira Santillan. Sarà il suo ultimo impegno tra gli juniores, dopo che nel febbraio dello stesso anno aveva raggiunto il 23º posto nel ranking mondiale di categoria e dopo aver sconfitto in singolare futuri campioni come Matteo Berrettini, Hubert Hurkacz, Denis Shapovalov e Frances Tiafoe.

### 2013-2018, inizi tra i professionisti e primi titoli ITF e Challenger
Fa il suo esordio tra i professionisti nel novembre 2013 con una vittoria al primo turno nel torneo ITF U.S.A. F31. Nel giugno 2015 alza il primo trofeo vincendo il torneo ITF India F8 con il successo in finale sull'argentino Gustavo Vellbach per 6-2, 6-0. Vince un altro torneo in singolare ad agosto e a settembre vince il titolo sia in singolare che in doppio all'India F15.

Nel settembre 2016 debutta con l'India in Coppa Davis nello spareggio perso 5-0 contro la Spagna, viene schierato a risultato già acquisito e sconfitto da Marc López in tre set dopo aver vinto il secondo. Nell'arco della stagione vince due titoli ITF in singolare e uno in doppio.

Dopo aver vinto altri quattro titoli ITF, nel novembre 2017 si aggiudica il primo titolo Challenger al Bengaluru Open superando in 3 set in finale Jay Clarke. Nel gennaio 2018 fa il suo esordio nel circuito maggiore dopo aver superato le qualificazioni a Pune e viene sconfitto al primo turno da Il'ja Ivaška. Inizia a giocare con maggiore frequenza nei Challenger senza conseguire grandi risultati.

### 2019-2020, esordi negli Slam, nuovi titoli Challenger e 122º nel ranking, operazione
Nel luglio 2019 supera per la seconda volta le qualificazioni in un torneo ATP ad Amburgo ed esce al primo turno per mano di Richard Gasquet; con questo risultato fa il suo ingresso nella top 200 del ranking. Il mese successivo si qualifica per la prima volta nel tabellone principale di una prova del Grande Slam agli US Open e al primo turno viene eliminato da Roger Federer dopo aver vinto il primo set. A settembre vince il suo primo torneo Challenger in doppio a Banja Luka e il secondo in singolare a Buenos Aires.

Con i quarti di finale raggiunti nell'agosto 2020 al Challenger di Praga, porta il best ranking al 122º posto mondiale. La settimana successiva supera nuovamente le qualificazioni agli US Open, vince il suo primo incontro in uno Slam superando Bradley Klahn e viene eliminato al secondo turno dal futuro vincitore Dominic Thiem.

### 2021-2022, primi quarti di finale ATP, operazione all'anca, convalescenza e crollo nel ranking
Nel marzo 2021 raggiunge per la prima volta i quarti di finale in un torneo ATP all'Argentina Open superando João Sousa e il nº 22 del mondo Cristian Garín, e viene eliminato da Albert Ramos Viñolas. A luglio fa il suo esordio olimpico ai Giochi di Tokyo e sconfigge Denis Istomin, al secondo turno raccoglie tre giochi contro Daniil Medvedev. Per tutta la stagione soffre per un infortunio all'anca, l'unico risultato di rilievo nella seconda parte del 2021 è la semifinale raggiunta al Challenger di Sibiu ed esce dalla top 200. A novembre viene operato all'anca infortunata. Rientra nell'aprile 2022 e nel corso della stagione non va oltre i quarti di finale raggiunti in un torneo Challenger, a ottobre scende al 638º posto del ranking.

### 2023, due titoli Challenger e risalita nel ranking
Nel febbraio 2023 disputa la semifinale al Chennai Open Challenger, ad aprile vince il suo primo torneo dopo oltre tre anni al Challenger Roma Open e rientra nella top 300. Nei mesi successivi disputa una semifinale Challenger in singolare e una in doppio. A luglio vince il Challenger di Tampere e torna nella top 200, mentre nell'ultima parte della stagione viene sconfitto in finale nei Challenger di Tulln an der Donau e Helsinki, risalendo alla 138ª posizione.

### 2024, due titoli Challenger e top 70
Inizia bene il 2024 raggiungendo il secondo turno agli Australian Open e subito dopo conquista il titolo al Chennai Challenger, dove non perde alcun set in tutto il torneo e in finale lascia 5 giochi a Luca Nardi. Con questi risultati entra per la prima volta nella top 100, e due settimane dopo sale alla 97ª posizione mondiale. Supera per la prima volta le qualificazioni in un Masters 1000 a Indian Wells ed esce di scena al primo turno, ad aprile sale all'80º posto mondiale. Vince il suo primo titolo in un Challenger 125 in giugno alla Heilbronner Neckarcup superando in tre set nella finale Alexander Ritschard e porta il miglior ranking al 77º posto.
Sale al 71º dopo la finale persa al successivo 125 di Perugia e al 68º dopo l'uscita al primo turno al suo esordio a Wimbledon. Sconfitto al secondo turno nei due successivi tornei ATP, viene convocato per il singolare ai Giochi olimpici di Parigi ed esce di scena al primo turno. Perderà tutti i rimanenti incontri disputati in stagione eccetto un match vinto nelle qualificazioni di un torneo ATP, e chiude il 2024 al 98º posto mondiale.

### 2025, discesa nel ranking
Il momento negativo continua nella prima parte del 2025, periodo in cui vince solo alcuni incontri nelle qualificazioni e al primo turno nei Challenger. Già a gennaio esce dalla top 100 e continua la discesa nei mesi successivi.

## Statistiche
Aggiornate al 23 giugno 2025.

### Tornei minori

#### Singolare

##### Vittorie (15)
| Legenda tornei minori |
| Challenger (6)        |
| Futures (9)           |

| N.  | Data              | Torneo                                   | Superficie  | Avversario in finale  | Punteggio        |
| 1.  | 21 giugno 2015    | India F8, Hyderabad                      | Terra rossa | Gustavo Vellbach      | 6-2, 6-0         |
| 2.  | 30 agosto 2015    | India F11, Chennai                       | Cemento     | Ronit Singh Bisht     | 6-3, 6-4         |
| 3.  | 27 settembre 2015 | India F15, Madurai                       | Cemento     | Vishnu Vardhan        | 7-6(5), 7-6(4)   |
| 4.  | 28 agosto 2016    | Poland F6, Poznań                        | Terra rossa | Daniel Masur          | 6-4, 1-6, 6-3    |
| 5.  | 2 ottobre 2016    | Hungary F7, Balatonboglár                | Terra rossa | Peter Nagy            | 7-6(3), 6-1      |
| 6.  | 25 giugno 2017    | Sri Lanka F1, Colombo                    | Terra rossa | Alexander Zhurbin     | 6-3, 6-2         |
| 7.  | 9 luglio 2017     | Sri Lanka F3, Colombo                    | Terra rossa | Carlos Boluda Purkiss | 6-1, 6-1         |
| 8.  | 30 luglio 2017    | Italy F23, Pontedera                     | Terra rossa | Andrea Basso          | 6-4, 6-4         |
| 9.  | 10 settembre 2017 | India F7, Chennai                        | Terra rossa | Colin van Beem        | 6-3, 6-0         |
| 10. | 26 novembre 2017  | Bengaluru Open, Bangalore                | Cemento     | Jay Clarke            | 6-3, 3-6, 6-2    |
| 11. | 29 settembre 2019 | Challenger de Buenos Aires, Buenos Aires | Terra rossa | Facundo Bagnis        | 6-4, 6-2         |
| 12. | 30 aprile 2023    | Roma Open, Roma                          | Terra rossa | Jesper de Jong        | 6-3, 6-2         |
| 13. | 23 luglio 2023    | Tampere Open, Tampere                    | Terra rossa | Dalibor Svrčina       | 6-4, 7-5         |
| 14. | 11 febbraio 2024  | Chennai Challenger, Chennai              | Cemento     | Luca Nardi            | 6-1, 6-4         |
| 15. | 9 giugno 2024     | Heilbronner Neckarcup, Heilbronn         | Terra rossa | Alexander Ritschard   | 6-1, 6(5)-7, 6-3 |

##### Sconfitte (5)
| N. | Data              | Torneo                                             | Superficie  | Avversario in finale | Punteggio     |
| 1. | 28 maggio 2017    | Romania F2, Bacău                                  | Terra rossa | Gonçalo Oliveira     | 6-3, 3-6, 0-6 |
| 2. | 15 settembre 2019 | Banja Luka Challenger, Banja Luka                  | Terra rossa | Tallon Griekspoor    | 2-6, 3-6      |
| 3. | 10 settembre 2023 | NÖ Open, Tulln an der Donau                        | Terra rossa | Vít Kopřiva          | 2-6, 4-6      |
| 4. | 12 novembre 2023  | Tali Open, Helsinki                                | Cemento (i) | Corentin Moutet      | 3-6, 6-3, 2-6 |
| 5. | 16 giugno 2024    | Internazionali di Tennis Città di Perugia, Perugia | Terra rossa | Luciano Darderi      | 1-6, 2-6      |

#### Doppio

##### Vittorie (2)
| Legenda tornei minori |
| Futures (2)           |

| N. | Data              | Torneo                | Superficie | Compagno               | Avversari in finale                       | Punteggio |
| 1. | 27 settembre 2015 | India F15, Madurai    | Cemento    | Vijay Sundar Prashanth | Anirudh Chandrasekar Vignesh Peranamallur | 6-5, 7-5  |
| 2. | 10 aprile 2016    | Uzbekistan F1, Karshi | Cemento    | Chen Ti                | Sanyar Fayziev Jurabek Karimov            | 5-5 rit.  |

## Risultati in progressione
| Sigla | Risultato               |
| ----- | ----------------------- |
| V     | Vincitore               |
| F     | Finalista               |
| SF    | Semifinalista           |
| O     | Oro olimpico            |
| A     | Argento olimpico        |
| SF    | Bronzo olimpico         |
| QF    | Quarti di Finale        |
| 4T    | Quarto turno            |
| 3T    | Terzo turno             |
| 2T    | Secondo turno           |
| 1T    | Primo turno             |
| RR    | Round Robin             |
| LQ    | Turno di qualificazione |
| A     | Assente                 |
| ND    | Non disputato           |

| Legenda superfici    |
| -------------------- |
| Cemento              |
| Terra battuta        |
| Erba                 |
| Superficie variabile |

### Singolare
| Tornei Grande Slam |               |               |               |     |               |               |     |     |
| Australian Open    | Q1            | A             | Q1            | 1T  | A             | A             | 2T  | 1-2 |
| Open di Francia    | Q1            | A             | Q1            | Q2  | Q1            | A             | 1T  | 0-1 |
| Wimbledon          | Q1            | A             | ND            | A   | A             | A             | 1T  | 0-1 |
| US Open            | A             | 1T            | 2T            | Q1  | Q1            | Q1            |     | 1-2 |
| Vittorie-Sconfitte | 0-0           | 0-1           | 1-1           | 0-1 | 0-0           | 0-0           | 1-3 | 2-6 |
| Giochi Olimpici    |               |               |               |     |               |               |     |     |
| Giochi Olimpici    | Non disputati | Non disputati | Non disputati | 2T  | Non disputati | Non disputati | 1T  | 1-2 |
| Vittorie-Sconfitte | Non disputati | Non disputati | Non disputati | 1-1 | Non disputati | Non disputati | 0-1 | 1-2 |